# Stalin vs. Martians
Stalin vs. Martians é um videogame do gênero estratégia em tempo real de paródia desenvolvido pela Black Wing Foundation, Dreamlore e N-Game, lançado em 29 de abril de 2009. Descrito como "inútil e exagerado"  por seus criadores, o jogo zomba dos jogos de estratégia da Segunda Guerra Mundial e utiliza humor pitonesco. Os desenvolvedores afirmam que Stalin vs. Martians é "obviamente uma paródia, que às vezes se aproxima de uma sátira" e "está a meio caminho de se tornar um ícone inútil da indústria de jogos há anos". Em algumas entrevistas, o designer chefe do jogo compara Stalin vs. Martians com os filmes da produtora Troma.
Em 22 de julho de 2009, o jogo não estava mais disponível para comprar. A razão para isso é atualmente desconhecida. Em abril de 2019, Stalin vs. Martians 4 é anunciado como uma sequência do primeiro jogo (visto que o segundo e terceiro nunca existiram) porém com outras mecânicas, assim abandonando o gênero estratégia.

## Recepção
Stalin vs. Martians recebeu críticas contundentes dos críticos. Ele tem uma pontuação média de 23,41% no GameRankings e 25% no Metacritic. A GameSpot premiou o jogo com 1.5/10, chamando-o de "talvez o pior jogo de RTS já criado". O site também o nomeou de Flat-Out Worst Game de 2009. O IGN, que classificou o jogo como 2/10, observou a total falta de elementos relacionados ao RTS no jogo e perguntou se ele foi "feito em 1994 e selado em um cofre até 2009", dado o visual dos dados. Resolution, premiando o jogo com 35%, alertou os leitores para não comprarem o jogo, mas admitiu que às vezes é "incrivelmente divertido". Rock, Paper, Shotgun chamou o jogo de "lixo", mas admitiu: "certamente há valor de um acidente de carro, especialmente se você se amarrar em nós teóricos, decidindo exatamente quanto do jogo é sátira". O Escapista foi mais positivo, observando que "Seja o que for, é claro que a equipe de desenvolvimento se divertiu muito fazendo o jogo e preenchendo-o com o maior número possível de clichês soviéticos" e "A apresentação pode ser engraçada, e às vezes é tão absurdo que você realmente precisa experimentá-la pela pura audácia, mas... o jogo em si está abaixo da média, na melhor das hipóteses". O programa russo MTV Virtuality e seu portal derivado, Games TV, estavam bastante entusiasmados com o jogo e seu humor.